# Petra Petitpierre
Petra Petitpierre (geboren als Frieda Kessinger 13. Mai 1905 in Zürich; gestorben 23. Dezember 1959 in Murten) war eine Schweizer Malerin, Zeichnerin und Grafikerin.

## Leben
Frieda Kessinger machte von 1921 bis 1923 eine kaufmännische Lehre. Danach belegte sie einen Modellier- und Zeichenkurs in Zürich bei Eduard Bick und studierte 1926/27 an der ETH Zürich. Von 1927 bis 1929 besuchte sie das Bauhaus in Dessau und belegte den Vorkurs  bei Josef Albers und Wassily Kandinsky. Sie wurde Meisterschülerin bei Paul Klee, folgte diesem 1931 an die Kunstakademie Düsseldorf und schloss dort das Studium ab. 1932 arbeitete sie  bei Fernand Léger in Paris. Im Jahr 1933 ging sie zurück in die Schweiz.
1934 heiratete sie den Architekten Hugo Petitpierre (1877–1967), sie hatten ein Kind und wohnten in Murten. In der Ehe blieb ihr wenig Zeit, um sich künstlerisch zu entfalten, die schwierige Ehe wurde später getrennt, und Petitpierre arbeitete nun sehr intensiv. Sie nahm an Ausstellungen im In- und Ausland teil, 1945 hatte sie eine Einzelausstellung in Bern, die ihr öffentliche Anerkennung brachte. Petitpierre war Mitglied der Allianz-Gruppe, der GSMBK und des Lyceumclubs. 1957 erkrankte sie an Polyarthritis.

## Werke, Ausstellungen (Auswahl)
- Wandlung der Form in der Malerei. Vortrag. Lyceumklub Zürich, 1954.
- Aus der Malklasse von Paul Klee. Benteli, Bern 1957.
- Die Murtner Zeit. Ausstellung. Historisches Museum Murten, 1988.
- Petra Petitpierre. Ausstellung. Kunstmuseum Olten, 1995.